# Antiche unità di misura del circondario di Roma
Sono qui riportate le conversioni tra le antiche unità di misura in uso nel circondario di Roma e il sistema metrico decimale, così come stabilite ufficialmente nel 1877.
Nonostante l'apparente precisione nelle tavole, in molti casi è necessario considerare che i campioni utilizzati (anche per le tavole di epoca napoleonica) erano di fattura approssimativa o discordanti tra loro.

## Misure di lunghezza
| Comuni                              | Denominazione        | Valore   | Unità |
| ----------------------------------- | -------------------- | -------- | ----- |
| Tutti i comuni                      | Braccio o passetto   | 0,670265 | m     |
| Tutti i comuni                      | Canna mercantile     | 1,991897 | m     |
| Tutti i comuni                      | Canna architettonica | 2,234218 | m     |
| Roma e molti comuni del circondario | Staiolo              | 1,284675 | m     |

Il braccio o passetto, si divide in tre palmi romani.
La canna architettonica è di dieci palmi romani, il palmo si divide in 12 once, l'oncia in 5 minuti.
Cinque canne fanno la catena architettonica.
La canna mercantile si divide in otto palmi.
Il palmo di questa canna è diverso da quello della canna architettonica.
Lo staiolo, base di misure agrarie è di palmi romani 5,75.
Dieci staioli fanno la catena agrimensoria.

## Misure di superficie
| Comuni | Denominazione | Valore   | Unità |
| --- | ------------- | -------- | ----- |
| Roma, Castel Gandolfo, Castelnuovo di Porto, Riano, Scrofano, Poli, Marino, Castel S. Pietro, Gallicano, Zagarolo, Monterotondo, Mentana, mandamenti di Albano, Bracciano, Genzano, Campagnano, Palombara, Frascati | Rubbio        | 18484,38 | m²    |
| Roma, Castel Gandolfo, Castelnuovo di Porto, Riano, Scrofano, Poli, Marino, Castel S. Pietro, Gallicano, Zagarolo, Monterotondo, Mentana, mandamenti di Albano, Bracciano, Genzano, Campagnano, Palombara, Frascati | Pezza         | 2640,63  | m²    |
| Nazzano, Fiano, Civitella S. Paolo, Filacciano, S. Oreste, Leprignano, Torrita, Morlupo, Ponzano | Rubbio        | 18484,38 | m²    |
| Rignano | Rubbio        | 18484,38 | m²    |
| Subiaco, Civitella, Rocca S. Stefano, Roiate, Sambuci, Saracinesco, Arsoli, Anticoli Corrado, Cantalupo Bardella, Riofreddo, Roviano, Scarpa, Vivaro, Vallinfreda e mandamento di Subiaco                           | Rubbio        | 11980,15 | m²    |
| S. Vito, Capranica, Pisciano, Olevano | Soma          | 1996,69  | m²    |
| Tivoli, Monticelli, S. Angelo in Capoccia, S. Gregorio, S. Polo dei Cavalieri | Rubbio        | 18484,38 | m²    |
| Castel Madama, Vicovaro, Casape, Ciciliano, Licenza, Rocca Giovine, Percile | Rubbio        | 18484,38 | m²    |
| Genazzano, Rocca di Cave | Rubbio        | 17970,23 | m²    |
| Cave | Rubbio        | 13477,67 | m²    |
| Palestrina | Rubbio        | 13434,18 | m²    |

Il rubbio romano si divide in 4 quarte, la quarta in 4 scorzi, lo scorzo in 4 quartucci, il quartuccio in 175 staioli.
La pezza, misura delle vigne, si divide in 4 quarte, la quarta in 40 ordini, l'ordine in 10 staioli.
Il rubbio di Nazzano, lo stesso del romano, si divide in 2 mezze rubbia, il mezzo rubbio in 2 quarte, la quarta in 2 mezze quarte, la mezza quarta in 2 scorzi, lo scorzo in 2 mezzi scorzi, il mezzo scorzo in 4 scudelle, la scudella in staioli 87,50.
Lo stesso rubbio in Rignano si divide in 8 mezze, la mezza in 2 scorzi, lo scorzo in 3 quartucci.
Il quartuccio è di canne quadrate 77 e piedi quadrati 14,583333.
La canna quadrata è di 100 piedi quadrati.
Il rubbio di Subiaco si divide in 12 coppe, la coppa in 4 quartucci, il quartuccio in 50 canne quadrate, la canna quadrata in 100 piedi quadrati.
La soma di San Vito si divide in 8 coppe, la coppa in 50 canne quadrate, la canna quadrata in 100 palmi quadrati.
Il rubbio romano in Tivoli e comuni vicini si divide in 4 quarte, la quarta in 4 coppe, la coppa in 4 quartucci, il quartuccio in 4 quarte di quartuccio, la quarta di quartuccio in staioli 43,75.
Lo stesso rubbio per gli orti vitati si divide in 4 quarte, la quarta in 4 coppe, la coppa in 4 quartucci, il quartuccio in 4 quarti di quartuccio.
Il quarto di quartuccio è di canne quadrate 14 e palmi quadrati 46,484375.
La canna quadrata è di cento palmi quadrati.
In Castel Madama il rubbio romano si divide in 12 coppe, la coppa in 4 quartucci.
Il quartuccio è di canne quadrate 77, e Palmi quadrati 14,5833.
La canna è di palmi quadrati 100.
In Vicovaro, Ciciliano e Casape il rubbio romano si divide in 12 coppe, la coppa in 4 quartucci, il quartuccio in 4 quarte.
La quarta è di canne quadrate 19 e palmi quadrati 28, 615833.
Nei comuni di Licenza e Roccagiovane lo stesso rubbio si divide in 4 quarte, la quarta in 3 coppe, la coppa in 4 quartucci, il quartuccio è di canne quadrate 77 e palmi quadrati 14,5833.
La canna quadrata è di 100 palmi quadrati.
In Porcile lo stesso rubbio si divide in 12 coppe, la coppa in 4 quartucci.
Il quartuccio è di canne quadrate 77 e Palmi quadrati 14,5833.
Il rubbio di Genazzano si divide in 4 quarte, la quarta in 4 coppe, la coppa in 4 quartucci, il quartuccio in 2 mezzi quartucci.
Il mezzo quartuccio è di canne quadrato 28 e palmi quadrati 12,50.
La canna è di 100 palmi quadrati.
Il rubbio di Cave si divide in 4 quarte, la quarta in coppe 4 1/2, la coppa in 4 quartucci, il quartuccio in canne quadrate 37 1/2, la canna quadrata in 100 palmi quadrati.
Il rubbio di Palestrina si divide in 4 quarte, la quarta in 3 coppe, la coppa in 10 boccali, il boccale in staioli 67,80.

## Misure di volume
| Comuni         | Denominazione | Valore    | Unità |
| -------------- | ------------- | --------- | ----- |
| Tutti i comuni | Canna cuba    | 11152,616 | L     |

La canna cuba architettonica romana si divide in 1000 palmi cubi, il palmo cubo in 1728 once cube, l'oncia cuba in 125 minuti cubi.

## Misure di capacità per gli aridi
| Comuni                                                                    | Denominazione | Valore   | Unità |
| ------------------------------------------------------------------------- | ------------- | -------- | ----- |
| Tutti i comuni meno i seguenti                                            | Rubbio        | 294,4651 | L     |
| Subiaco, Affile, Canterano, Gerano, Jenne, Ponza, Rocca Canterano, Roiate |               | 312,8690 | L     |

Il rubbio romano secondo la misura antica si divideva in 2 rubbiatelle, la rubbiatella in 2 quarte, la quarta in 3 staia, lo staio in 4 quartucci delle Dodici.
Lo stesso rubbio si divideva anche in 4 quarte, la quarta in 4 staia o coppe o starelli, lo staio o starello o coppa in 4 quartucci delle Sedici.
Lo stesso rubbio, secondo la misura nuova, si divide in 22 scorzi, lo scorzo in 4 Quartucci.
Nei comuni di Anticoli Corrado, Camerata, Cervara, Ciciliano, Monteflavio, Montelibretti, Monticelli, Montorio Romano, Moricone, Rocca Giovine, Rocca Santo Stefano, Roviano, Sambucci, Sant'Angelo in Capoccia, S. Polo dei Cavalieri, Saracinesco, Scarpa, Valle Pietra, il rubbio romano si divide in 4 quarte, la quarta in 3 coppe, la coppa in 4 quartucci.
Nei comuni di Genazzano, Cave, Pisciano, Poli, Rocca di Cavo, S. Vito il rubbio romano si divide in 4 quarte, la quarta in 4 coppe, la coppa in 4 quartucci.
In Mentana il rubbio romano si divide in 4 quarte, la quarta in 2 scorzi, lo scorzo in 4 quartucci.
In Nerola si usava il rubbio romano, a misura nuova.
Il rubbio di Subiaco si divide in 4 quarte, la quarta in 3 coppe, la coppa in 4 quartucci.

## Misure di capacità per i liquidi
| Comuni                         | Denominazione | Valore   | Unità |
| ------------------------------ | ------------- | -------- | ----- |
| Tutti i comuni meno i seguenti | Soma          | 116,6832 | L     |
| Mazzano, Oriolo                | Soma          | 87,5124  | L     |
| Roviano                        | Barile        | 58,3416  | L     |

| Comuni                                      | Denominazione | Valore   | Unità |
| ------------------------------------------- | ------------- | -------- | ----- |
| Tutti i comuni meno i seguenti              | Barile        | 57,4807  | L     |
| Subiaco, Canterano, Rocca Canterano, Roiate | Boccale       | 2,222416 | L     |

La soma romana da vino si divide in 2 barili, il barile in 4 quartaroli, il quartarolo in 8 boccali, il boccale in 2 mezzi, il mezzo in 2 fogliette.
16 barili, ossia otto some, fanno la botte.
La soma da vino di Mazzano si divide in 32 boccali, il boccale in 2 mezzi, il mezzo in 2 fogliette.
La stessa soma da vino in Oriolo si divida in 2 barili, il barile in 24 boccali romani, il boccale in 4 fogliette.
Il barile da vino di Roviano, eguale al barile romano, si divide in 4 conche, la conca in 8 boccali, il boccale in 4 fogliette.
Il barile romano da olio si divide in 28 boccali, il boccale in 4 fogliette, la foglietta in 4 quartucce.
Quattro boccali fanno una cognatella.
Dieci cognatelle fanno un mastello, detto anche pelle.
Due pelli o mastelli fanno una soma.
Il boccale da olio di Subiaco si divide in 4 fogliette.

## Pesi
| Comuni         | Denominazione | Valore  | Unità |
| -------------- | ------------- | ------- | ----- |
| Tutti i comuni | Libbra romana | 339,072 | g     |

La libbra romana si divide in 12 once, l'oncia in 8 ottave, l'ottava in 3 denari, il denaro in 24 grani.
100 libbre fanne un quintale.
1000 libbre fanno un migliaio.
La stessa Libbra, per gli usi medicinali, si divide in 12 once, l'oncia in 8 dramme, la dramma in 3 scrupoli, lo scrupolo in 24 grani.